# Marquesado de Valladares
El marquesado de Valladares es un título nobiliario español creado el 6 de junio de 1673 por el rey Carlos II de España a favor de Luis Sarmiento de Valladares y Meira, I vizconde de Meira.
El vizcondado de Meira, fue otorgado el 21 de julio de 1670, por el rey Carlos II de España a Diego Sarmiento de Valladares, obispo de Plasencia e inquisidor general de España, para su sobrino paterno Luis Sarmiento de Valladares y Meira, que luego sería nombrado I marqués de Valladares.

## Denominación
Su denominación hace referencia a la parroquia de Valladares, hoy perteneciente al municipio de Vigo, provincia de Pontevedra.

## Marqueses de Valladares

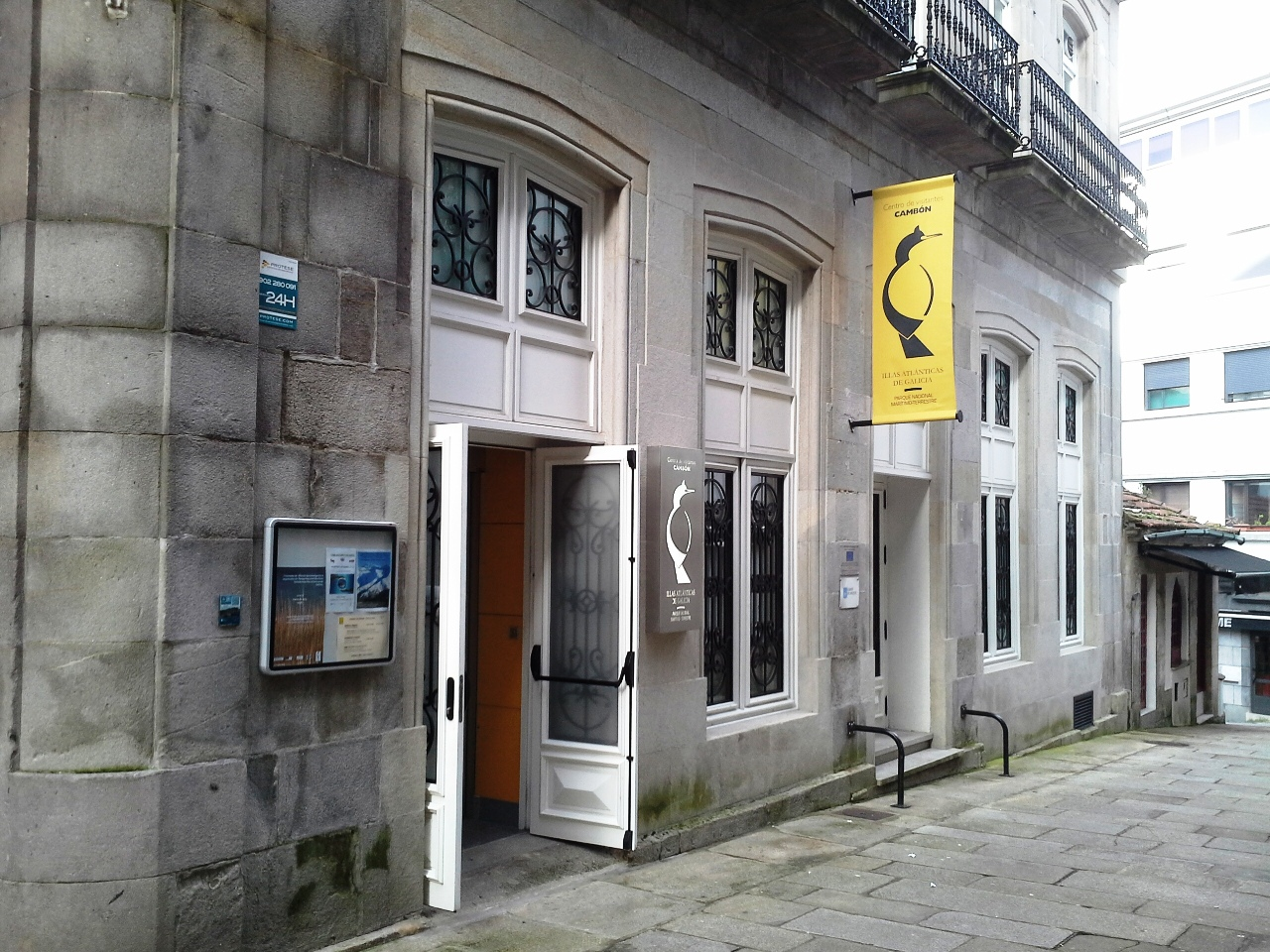
El edificio Cambón fue la residencia urbana de los marqueses de Valladares durante siglos.

|                        | Titular                                            | Periodo                |
| Creación por Carlos II | Creación por Carlos II                             | Creación por Carlos II |
| ---------------------- | -------------------------------------------------- | ---------------------- |
| I                      | Luis Sarmiento de Valladares y Meira               | 1673-1691              |
| II                     | Catalina de Meira Valladares Sarmiento y Toledo    | 1691-1735              |
| III                    | Bernarda Sarmiento de Valladares y Guzmán          | 1735-1752              |
| IV                     | Javier Enríquez y Sarmiento de Valladares          | 1753-1797              |
| V                      | Martín Enríquez Sarmiento de Valladares            | 1797-1809              |
| VI                     | Francisco Javier Martínez de Arce y Enríquez       | 1833-1887              |
| VII                    | María de los Milagros Elduayen y Martínez Enríquez | 1887-1888              |
| VIII                   | Fernando Quiñones de León y Elduayen               | 1889-1918              |
| IX                     | María de los Dolores Elduayen y Martínez Enríquez  | 1918-1929              |
| X                      | Joaquina Pérez de Castro y Martínez                | 1930-1942              |
| XI                     | Mariano Pérez y Pérez de Castro                    | 1951-1974              |
| XII                    | Juan Ramón Pérez Blanco                            | 1976-1979              |
| XIII                   | Jorge Pérez Crespo                                 | 1980-2011              |
| XIV                    | Ignacio Pérez-Blanco y Pernas                      | 2011-actual titular    |

## Historia de los marqueses de Valladares

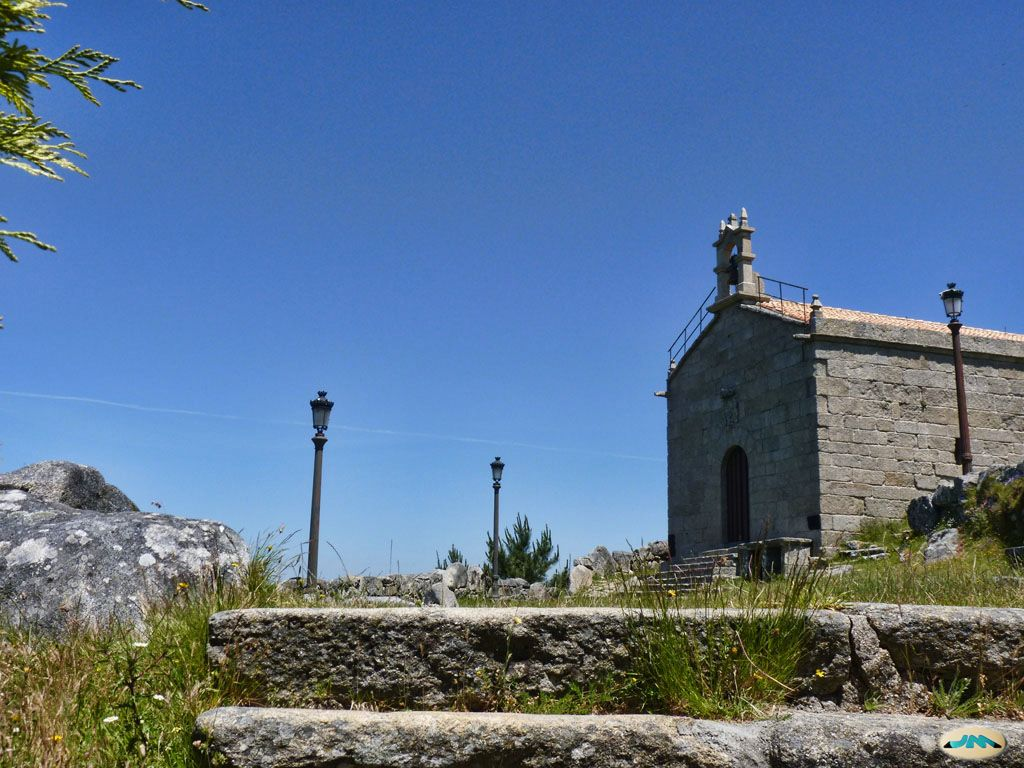
Ermita del Monte Alba, reedificada en el por el I marqués de Valladares

- Luis Sarmiento de Valladares y Meira, también llamado Luis de Valladares y Meyra Sarmiento (baut. Colegiata de Vigo, 13-junio de 1628-Madrid, 14 de mayo de 1691),[3] I marqués de Valladares,[1] I vizconde de Meira, marqués consorte de la Lapilla por su segundo matrimonio, caballero de la Orden de Santiago, alguacil mayor de la inquisición y mayordomo de la reina Mariana de Austria. Era hijo de Gregorio Sarmiento de Valladares (m. 1665), señor de la villa y cotos de Valladares, Meira y Sajamonde, y de Juana Sarmiento de Valladares, señora de las casas de Valladares y Meira, y sobrino de Diego Sarmiento de Valladares, obispo de Oviedo y Plasencia.[4]

Casó en primeras nupcias en 1659 con Baltasara de Toledo Coello y Portugal (m. 1673). Contrajo un segundo matrimonio el 24 de enero de 1674, en la parroquia de Santiago, Madrid, con Baltasara Vélaz de Medrano y Fonseca (m. 15 de febrero de 1702), IV marquesa de la Lapilla, hija de Andrés Félix Velaz de Medrano y de María Felipa de Fonseca y Brassa, II marquesa de la Lapilla. Sin descendencia de este matrimonio, le sucedió su hija del primer matrimonio:
- Catalina de Meira Valladares Sarmiento y Toledo (m. Vigo, 20 de febrero de 1735[9]), II marquesa de Valladares[10] y II vizcondesa de Meira.[10]

Contrajo matrimonio en Madrid el 11 de junio de 1680 con García Ozores López de Lemos (m. Madrid, 29 de mayo de 1712), III conde de Amarante, hijo primogénito de Fernando Ozores de Sotomayor, señor de la casa de Teanes, y de Constanza López de Lemos Sarmiento, de la Casa de Ferreira en Lugo. No hubo descendencia de este matrimonio y, en su testamento, nombró heredera del mayorazgo, el marquesado y los respectivos derechos, acciones y rentas, a su prima hermana, hija de José Sarmiento de Valladares, I duque de Atrisco y hermano del I marqués de Valladares, y de su segunda esposa María Andrea de Guzmán y Dávila,
- Bernarda Sarmiento de Valladares y Guzmán (1695-Madrid, 26 de agosto de 1752[16]), III marquesa de Valladares,[17] III vizcondesa de Meira[17] y III duquesa de Atrisco, grande de España,[18] a la muerte de su media hermana, Melchora Juana Sarmiento de Valladares y Moctezuma el 21 de diciembre de 1717.[19] También fue dama de la reina Isabel de Farnesio y acompañaba a la princesa de Asturias en el Real Sitio de Aranjuez.[20]

Casó en primeras nupcias el 13 de noviembre de 1712 con Félix de Velasco y Ayala (m. 26 de febrero de 1735), XI conde de Fuensalida, V conde de Colmenar de Oreja, conde de Barajas y de Casa Palma, grande de España. Casó en segundas nupcias 5 de diciembre de 1735 con Melchor de Solís y Gante (m. 10 de octubre de 1744), teniente general y caballero de la Orden del Toisón de Oro, hijo segundo de Alonso de Solís y Osorio, II duque de Montellano y I conde de Saldueña, y de Luisa de Gante y Sarmiento. Sin descendientes ninguno de sus matrimonios.
A su muerte, sucedió en el ducado de Atrisco su prima hermana por la parte materna, Ana Nicolasa de Guzmán y Córdoba Osorio y Dávila, que también pretendió la posesión del marquesado de Valladares y, de hecho, el 4 de septiembre de 1752, obtuvo carta de sucesión «sin perjuicio de tercero de mejor derecho», aunque Javier Enríquez Sarmiento de Valladares —hijo de Benito Alonso Enríquez y Sarmiento de Valladares (1700-19 de junio de 1757), y de Isabel Sanjurjo Gayoso y Montenegro—, también reclamó el título. En su testamento, la II marquesa de Valladares, Catalina de Meira Valladares Sarmiento y Toledo, había nombrado a su prima Bernarda y a los hijos legítimos que tuviese como herederos del marquesado y estipuló que en caso de no tenerlos, «llamaba como inmediato sucesor a su sobrino Benito Alonso Enríquez Sarmiento de Valladares» —descendiente de Ginebra Sarmiento de Valladares, tía carnal del I marqués, y de su esposo Alonso Enríquez de Ulloa, señor de la Casa de Quintela, casado con Isabel Sanjurgo Gayoso y Montenegro y padre de Javier Enríquez Sarmiento de Valladares—, que cedió el título, bienes y mayorazgo a su hijo Javier. Por sentencia del Consejo en 26 de noviembre de 1753, el pleito de tenuta se resolvió a favor de Javier Enríquez Sarmiento de Valladares.
- Javier Enríquez y Sarmiento de Valladares (Chantada, 14 de agosto de 1700-Vigo, 6 de julio de 1797), IV marqués de Valladares y IV vizconde de Meira.[30]

Casó el 4 de diciembre de 1751 con Juana de Puga y Villamarín, hija de Juan Antonio de Puga y Villamarín, y de Feliciana de Tejada y Limia, señores del pazo de Santa Marina de Aguas Santas en Allariz. Le sucedió su hijo por real carta del 2 de febrero de 1798:
- Martín Benito Enríquez y Sarmiento de Valladares (Chantada, 23 de julio de 1752-Chaves, 5/6 de marzo de 1809) V marqués de Valladares y V vizconde de Meira.[33] Eligió la carrera militar y participó con el cargo de granadero de infantería en la guerra del Rosellón a la que partió el 22 de febrero de 1793. Esta sería la última vez que se despidió de su esposa que falleció en octubre de 1794, con solo 34 años mientras que él se encontraba luchando contra los franceses.[34] En febrero de 1795 fue ascendido a coronel de infantería del Regimiento Provincial de Orense. Participó en la Guerra anglo-española (1796-1802) al frente de la guarnición de El Ferrol.[35] Después, en 1803, se le encomendó el mando general de Montefaro, Ares y otros puertos.[36] En otoño del mismo año regresó al Regimiento Provincial de Orense y en la primavera de 1804 fue destinado a la guarnición de Vigo donde permaneció más de cuatro años y en la que tuvo a sus órdenes a su hijo Manuel Joaquín como teniente graduado de capitán.[37] Desempeñó un papel relevante en la Guerra de la Independencia Española bajo el mando de Antonio Filangieri. Antes de unirse a las tropas de Filangieri, el 9 de junio de 1808, él y su hijo apoderaron a su primo, Juan Rosendo Arias Enríquez, abad de Valladares, para que durante la campaña y en caso de que falleciesen, «les representase en la gestión y administración de todos sus bienes».[38] Además, en ese documento estipuló «que si aconteciese su muerte correspondería a su hijo Joaquín Manuel pedir judicialmente la posesión de sus estados, vínculos y mayorazgos».[38] El marqués de Valladares falleció entre el 5 y el 6 de marzo de 1809 en Chaves en la lucha contra las tropas francesas.[39]

Casó el 5 de enero de 1781 con María Vicenta Correa de Sotomayor (m. Tuy, 8 de octubre de 1794), hija de Pelayo Antonio Correa de Sotomayor y Yebra, III marqués de Mos, grande de España, y de su esposa María Francisca de Yebra Oca Pimentel. Fueron padres de dos hijos:
* María de los Dolores Enríquez y Sarmiento de Valladares (Tuy, 12 de marzo de 1785-12 de abril de 1813), que no fue llamada a suceder en el marquesado y que caso, el 14 de mayo de 1807 en la iglesia de Santa Eufemia de Orense, con Francisco Javier Martínez de Arce y Noguerol, hijo de José Martínez de Arce y Juana Noguerol:
* Manuel Joaquín Enríquez Correa de Sotomayor (Tuy, 21 de abril de 1789-Batalla de Alba de Tormes, 28 de noviembre de 1809).
Unos meses después de la muerte del V marqués, el 13 de julio de 1809 su hijo Manuel Joaquín, solicitó al jefe del ejército del Reino de Galicia, que le dispensara por ser menor de edad para que pudiera administrar sus bienes y tomar posesión del marquesado. También nombró a su primo, Juan Rosendo Arias Enríquez, abad de Valladares, para que fuera su curador ad litem. Manuel Joaquín se encontraba en esas fechas como capitán de infantería bajo las órdenes de Vicente de Cañas y Portocarrero, VII duque del Parque. El 28 de noviembre de 1809, las tropas francesas, lideradas por el general Kellerman infligieron una derrota a las tropas españolas causando muchas bajas. Seguramente ese mismo día murió Manuel Joaquín, aunque al no tener noticias suyas o encontrar su cadáver, se dio por desaparecido.

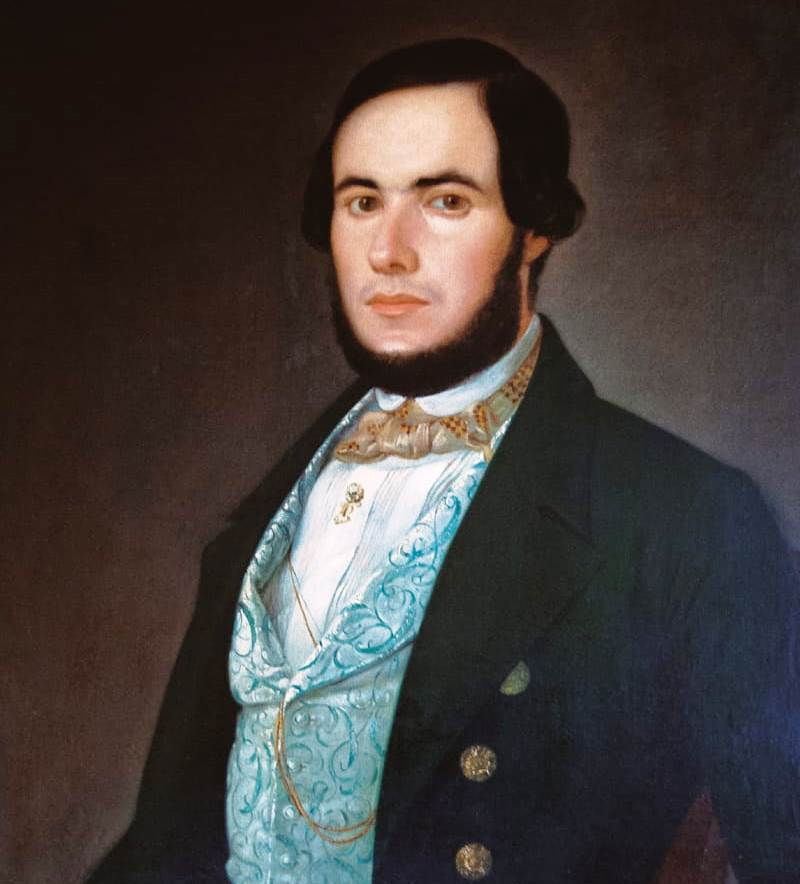
Francisco Javier Martínez de Arce y Enríquez, VI marqués de Valladares

En los ocho meses que sobrevivió a su padre, inmerso como estaba en plena guerra [...], Manuel Joaquín solo tuvo tiempo a solicitar la administración de los bienes del marquesado de Valladares. Pero la guerra no le permitió obtener la real aprobación ni la sucesión en el marquesado de Valladares y su correspondiente real carta, como así lo habían hecho todos sus ascendientes. La situación bélica y de ocupación del país por el enemigo y el caos político, con el rey preso en el exilio y la nación gobernada por una Junta Central, se lo impediría.

Aunque su hija, María de los Dolores Enríquez y Sarmiento de Valladares, debería de haber heredado el marquesado, no pudo ser porque al no poderse certificar la muerte de su hermano por no encontrarse su cadáver, fue dado oficialmente por desaparecido. María Dolores y su marido administraron y gozaron de los bienes y rentas del marquesado pero ella nunca ostentó el título. Su hijo Francisco Javier se convirtió en legítimo heredero y sucesor del marquesado a la muerte de su madre en 1813 aunque el marquesado quedó vacante durante 25 años, desde la muerte del V marqués hasta que, ya mayor de edad, a los 25 años, sucedió el 28 de noviembre de 1833.
- Francisco Javier Martínez de Arce y Enríquez (Orense, 12 de agosto de 1808[52]-19 de enero de 1887), VI marqués de Valladares,[53] VI vizconde de Meira —en 1871 cedió el vizcondado su hijo Joaquín Martínez Montenegro—,[54] diputado electo (1820-1822)[55] y senador vitalicio (1846-1868).[56]

Casó el 31 de mayo de 1834 con Joaquina Montenegro Ponte y Oca (m. 10 de febrero de 1895), hija de Antonio Manuel Montenegro Correa de Sotomayor, y de Joaquina Ponte y Tenreiro. Fruto de este matrimonio nacieron: Ramona Evarista (26 de octubre de 1834-21 de agosto de 1835); Ramón Javier Joaquín (Vigo, 23 de abril de 1836-15 de junio de 1854); María del Carmen (Vigo, 20 de marzo de 1838-11 de noviembre de 1862), que casó el 21 de mayo de 1856 con José Elduayen Gorriti (Madrid, 22 de junio de 1823-24 de junio de 1898), ingeniero de Caminos, Canales y Puertos, diputado por Vigo, ministro de Hacienda, etc., padres de la VII marquesa de Valladares; María de los Dolores (12 de abril de 1839-2 de julio de 1908), casada el 24 de abril de 1856 con Evaristo Pérez de Castro y Brito, diplomático y secretario de legación de primera clase, hijo de Evaristo Pérez de Castro y Colomera, amigo de Francisco de Goya, autor de un retrato de Evaristo Pérez de Castro y Colomera que se encuentra en el museo del Louvre, abogado de los Reales Consejos, embajador en Lisboa y senador, y de Francisca de Brito Pinto de Moraes, padres de Joaquina Pérez de Castro y Martínez Brito, X marquesa de Valladares; y Joaquín Martínez Montenegro (Vigo, 16 de noviembre de 1841-1877).  Le sucedió su nieta en 1887:

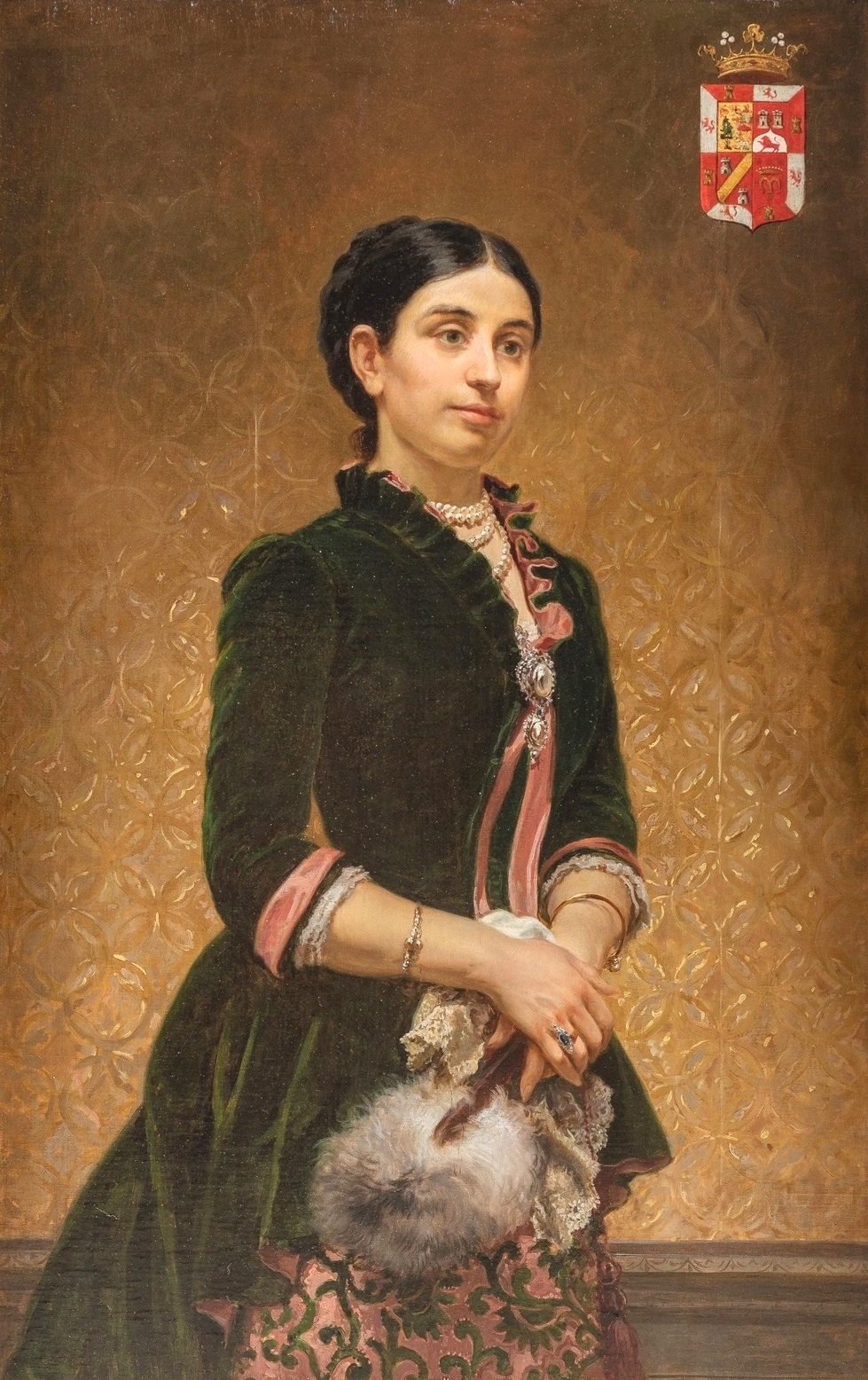
Milagros Elduayen, VII marquesa de Valladares

- María de los Milagros Elduayen y Martínez Enríquez (Vigo, 27 de octubre de 1858-Roma, 15 de febrero de 1888[67]), VII marquesa de Valladares.[53][68][69]

Casó el 15 de enero de 1883, en Madrid, con Fernando Quiñones de León y Francisco-Martín, I marqués de Alcedo, grande de España, en 1891, que después de enviudar en 1888, contrajo un segundo matrimonio en 1891 con Antonia de Bañuelos y Thorndike. Falleció joven de tuberculosis y le sucedió su único vástago por real carta de sucesión del 20 de febrero de 1889:
- Fernando de Quiñones de León y Elduayen (Roma, 8 de octubre de 1883-5 de noviembre de 1918),[73] VIII marqués de Valladares, VII marqués de Mos[42] y gentilhombre de cámara con ejercicio y servidumbre desde 1912.[74]

Casó el 17 de octubre de 1907 con Mariana Cristina Saint Georges Whyte, nacida en Irlanda, hija de Charles Cecil Beresford Whyte y Petronila Saint Georges Hallberg. Sucedió su tía materna por real carta de sucesión del 14 de febrero de 1919:
- María de los Dolores Elduayen y Martínez Enríquez (Vigo, 13 de febrero de 1860-Madrid, 1 de febrero de 1929),[76]IX marquesa de Valladares, VIII marquesa de Mos[42][77] y II marquesa del Pazo de la Merced.

Casó el 24 de abril de 1882, en el palacio de la duquesa de Medina de las Torres en Sevilla, con Miguel López de Carrizosa y Giles (m. 21 de julio), II marqués de Mochales, X marqués de Casa Pavón y ministro de la Corona. No hubo descendencia de este matrimonio.  María Dolores adoptó a su sobrina nieta, María del Perpetuo Socorro de Liencres y Elduayen, hija de María de Elduayen y Ximénez de Sandoval, que falleció una semana después del parto, y de Ángel Fernández de Liencres y de la Viesca, III marqués de Nájera y V marqués del Donadío. Sucedió su prima:
- Joaquina Pérez de Castro y Martínez Brito (Vigo, 23 de agosto de 1858-La Coruña, 16 de febrero de 1942),[81] X marquesa de Valladares y IX marquesa de Mos.[82]

Casó el 16 de mayo de 1887 con Rafael Pérez Sala (m. 8 de enero de 1928), vicecónsul de Italia en Vigo y caballero y comendador ordinario de la Orden de Carlos III. En 23 de abril de 1954 sucedió su hijo:
- Mariano Pérez y Pérez de Castro (Vigo, 30 de septiembre de 1885-Vigo, 13 de diciembre de 1974),[85] XI marqués de Valladares y X marqués de Mos.[42][86]

Casó el 15 de diciembre de 1923, en Santiago de Compostela, con María Asunción Blanco Peresanz (Santiago de Compostela, 28 de febrero de 1898-13 de diciembre de 1974) hija de Marcelino Blanco de la Peña y de Celestina Pérez Esteso. Tuvieron a Rafael Pérez Blanco (n. Vigo, 12 de octubre de 1926), el primogénito, XII marqués de Mos, casado el 30 de octubre de 1952, en Madrid, con Elena Pernas Martínez, hija de José Pernas Peña y de Elena Martínez Feduchi, nieta de los condes de las Cinco Torres, padres de Ignacio Pérez-Blanco y Pernas, XIV marqués de Valladares, y de Juan Ramón Pérez Blanco, XIII marqués de Valladares.
- Juan Ramón Pérez Blanco (Vigo, 7 de enero de 1932-1979), XII marqués de Valladares.[90]

Casó el p de septiembre de 1965 con Elisa Isabel Crespo y Montenegro.
- Jorge Pérez Crespo, XIII marqués de Valladares.[92] La real carta de sucesión fue cancelada cuando se expidió la carta de sucesión a favor de:

- Ignacio Pérez-Blanco y Pernas (n. Vigo, 1965), XIV y actual marqués de Valladares.[93]

Casado con Inés Araujo Conde, padres de Mariana y de Diego Pérez-Blanco y Araujo.